# Dreiländerecke Europas
Von weltweit 178 von den Vereinten Nationen erfassten Dreiländerecken („Tripoints“) gibt es in Europa 48 Punkte, an denen drei Staaten aneinander grenzen. Aufgeführt sind hier auch nicht international anerkannte europäische Länder wie Transnistrien bzw. nur teilweise anerkannte Länder wie Kosovo.

## Aktuelle Dreiländerecke
| Länderdreieck                               | Kfz-Länderkennzeichen            | Kfz-Länderkennzeichen | Kfz-Länderkennzeichen | Position (UN-Code)                             | Ortslage | Anmerkungen                                                         | Anmerkungen     |   |                                            |              | |  |
| ------------------------------------------- | -------------------------------- | --------------------- | --------------------- | ---------------------------------------------- | --- | ------------------------------------------------------------------- | --------------- | - | ------------------------------------------ | ------------ | --- |  |
| Länderdreieck                               | Deutschland Frankreich Luxemburg | D                     | F                     | Position (UN-Code)                             | Ortslage | Anmerkungen                                                         | Anmerkungen     | L | 49° 28′ 9,7″ N, 6° 22′ 3,9″ O (114 defrlu) | bei Schengen | [ Anmerkung 1 ] Commons : △ D-F-LUX – Sammlung von Bildern, Videos und Audiodateien Wikivoyage: - – Reiseführer |  |
| Deutschland Schweiz Frankreich              | D                                | CH                    | F                     | 47° 35′ 23,6″ N, 7° 35′ 20,6″ O (093 chdefr)   | bei Weil am Rhein-Friedlingen (D) / Huningue (F) / Basel-Kleinhüningen (CH)                                          | [ Anmerkung 2 ] Commons : △ D–CH–F                                  |                 |   |                                            |              | |  |
| Deutschland Österreich Schweiz              | D                                | A                     | CH                    | 47° 32′ 0″ N, 9° 34′ 0″ O (026 atchde)         | Im östlichen Bodensee (Obersee)                                                                                      | [ Anmerkung 3 ]                                                     |                 |   |                                            |              | |  |
| Deutschland Österreich Tschechien           | D                                | A                     | CZ                    | 48° 46′ 17,7″ N, 13° 50′ 22,4″ O (030 atczde)  | beim Plöckenstein | [ Anmerkung 4 ] Commons : △ A-CZ-D                                  |                 |   |                                            |              | |  |
| Deutschland Polen Tschechien                | D                                | PL                    | CZ                    | 50° 52′ 14″ N, 14° 49′ 24,2″ O (112 czdepl)    | Süden von Zittau in der Lausitzer Neiße                                                                              | [ Anmerkung 5 ] Commons : △ D–P–CZ                                  |                 |   |                                            |              | |  |
| Deutschland Luxemburg Belgien               | D                                | L                     | B                     | 50° 7′ 47,5″ N, 6° 8′ 15,7″ O (044 bedelu)     | Mündung Ribbach in die Our unweit Europadenkmal                                                                      | [ Anmerkung 6 ] Commons : △ B-D-LUX                                 |                 |   |                                            |              | |  |
| Deutschland Belgien Niederlande             | D                                | B                     | NL                    | 50° 45′ 12,2″ N, 6° 1′ 17″ O (045 bedenl)      | Vaalserberg | [ Anmerkung 7 ] Commons : △ D-B-NL                                  |                 |   |                                            |              | |  |
| Österreich Slowakei Tschechien              | A                                | SK                    | CZ                    | 48° 36′ 59,4″ N, 16° 56′ 24,7″ O (031 atczsk)  | bei Hohenau an der March (A) Mündung der Thaya in die March                                                          | [ Anmerkung 8 ] Commons : △ A-SK-CZ Wikivoyage: Hohenau             |                 |   |                                            |              | |  |
| Österreich Slowakei Ungarn                  | A                                | SK                    | H                     | 48° 0′ 23,4″ N, 17° 9′ 38,9″ O (033 athusk)    | bei Deutsch Jahrndorf (A), Čunovo (SK), Rajka (H)                                                                    | [ Anmerkung 9 ] Commons : △ A-H-SK Wikivoyage: Jahrndorf            |                 |   |                                            |              | |  |
| Österreich Slowenien Ungarn                 | A                                | SLO                   | H                     | 46° 52′ 8,7″ N, 16° 6′ 50,1″ O (032 athusi)    | Dreiländerecke Tromejnik/Harmashatar (387 m), bei Sankt Martin an der Raab, Kuzma, Felsőszölnök                      | Oststeirisches Hügelland/Goričko/Vasi-Hegyhát ·                     |                 |   |                                            |              | |  |
| Liechtenstein Österreich Schweiz            | FL                               | A                     | CH                    | 47° 16′ 13,4″ N, 9° 31′ 50,5″ O (028 atchlin)  | (Nordeck) westlich Bangs                                                                                             | ·                                                                   |                 |   |                                            |              | |  |
| Liechtenstein Österreich Schweiz            | FL                               | A                     | CH                    | 47° 3′ 38,7″ N, 9° 36′ 25,8″ O (029 atchlis)   | (Südeck); Naafkopf im Rätikon                                                                                        | [ Anmerkung 12 ] Commons : △ A-FL-CH                                |                 |   |                                            |              | |  |
| Albanien Griechenland Nordmazedonien        | AL                               | GR                    | MK                    | 40° 51′ 16,9″ N, 20° 58′ 49,1″ O (011 algrmk)  | im Prespasee ca. 1300 m südsüdwestlich der Golem-Insel                                                               | [ Anmerkung 13 ] Commons : △ FKD–AL–GR                              |                 |   |                                            |              | |  |
| Albanien Kosovo Nordmazedonien              | AL                               | RKS                   | MK                    | 41° 52′ 38,5″ N, 20° 35′ 39,4″ O (013 almkrs)  | Maja Kësula e Priftit (serbisch-kyrillisch Шерупа, albanisch Sherupa/Shtjerupa, 2092 m) im Šar Planina               | [ Anmerkung 14 ] [ 2 ] [ 3 ]                                        |                 |   |                                            |              | |  |
| Albanien Kosovo Montenegro                  | AL                               | RKS                   | MNE                   | 42° 33′ 21,1″ N, 20° 4′ 39,4″ O (012 almers)   | Trekufiri/Tromeđa, etwa nördlich von Bajram Curr (Albanien) und von Dobërdol (Kosovo)                                |                                                                     |                 |   |                                            |              | |  |
| Andorra Frankreich Spanien                  | AND                              | F                     | E                     | 42° 36′ 12,8″ N, 1° 26′ 33,5″ O (002 adesfrw)  | Pyrenäen, Pic de Médécourbe (2914 m) nahe Arcalís                                                                    | nordwestliches Dreiländereck ·                                      |                 |   |                                            |              | |  |
| Andorra Frankreich Spanien                  | AND                              | F                     | E                     | 42° 30′ 9,9″ N, 1° 43′ 33,5″ O (001 adesfre)   | Pyrenäen, südlich Portella Blanca d’Andorra (2514 m)                                                                 | südöstliches Dreiländereck                                          |                 |   |                                            |              | |  |
| Belgien Frankreich Luxemburg                | B                                | F                     | L                     | 49° 32′ 46″ N, 5° 49′ 7″ O (046 befrlu)        | im Chiers (Fluss), östlich von Mont-Saint-Martin (F), im Westen von Petingen-Rodange (L) und südlich von Aubange (B) | [ Anmerkung 17 ] Commons : △ B-F-LUX                                |                 |   |                                            |              | |  |
| Bosnien und Herzegowina Kroatien Montenegro | BIH                              | HR                    | MNE                   | 42° 33′ 19,8″ N, 18° 26′ 17,9″ O (040 bahrme)  | westlich Sitnica bei Kruševice, Gemeinde Herceg Novi                                                                 | [ Anmerkung 18 ]                                                    | Bild gesucht BW |   |                                            |              | |  |
| Bosnien und Herzegowina Kroatien Serbien    | BIH                              | HR                    | SRB                   | 44° 51′ 18,4″ N, 19° 1′ 8,8″ O (041 bahrrs)    | westlich von Crnjelovo in Bosnien-Herzegowina                                                                        | In der Save                                                         | Bild gesucht BW |   |                                            |              | |  |
| Bosnien und Herzegowina Montenegro Serbien  | BIH                              | MNE                   | SRB                   | 43° 31′ 39,7″ N, 19° 13′ 35,4″ O (042 bamers)  | bei Kukurovići (serbisch-kyrillisch Кукуровићи) westlich von Priboj                                                  | [ Anmerkung 20 ]                                                    | Bild gesucht BW |   |                                            |              | |  |
| Bulgarien Griechenland Nordmazedonien       | BG                               | GR                    | MK                    | 41° 20′ 18,7″ N, 22° 55′ 38,9″ O (053 bggrmk)  | Tumbaspitze (griechisch Τούμπα, bulgarisch връх Тумба, 1881 m)                                                       | westlich von Petritsch (bulgarisch Петрич)                          |                 |   |                                            |              | |  |
| Bulgarien Griechenland Türkei               | BG                               | GR                    | TR                    | 41° 42′ 40″ N, 26° 21′ 28,4″ O (054 bggrtr)    | Trigono | westlich des türkischen Edirne                                      | Bild gesucht BW |   |                                            |              | |  |
| Bulgarien Nordmazedonien Serbien            | BG                               | MK                    | SRB                   | 42° 18′ 39,9″ N, 22° 21′ 37″ O (055 bgmkrs)    | Žeravino westlich von Kjustendil                                                                                     | [ Anmerkung 23 ]                                                    | Bild gesucht BW |   |                                            |              | |  |
| Bulgarien Rumänien Serbien                  | BG                               | RO                    | SRB                   | 44° 12′ 59,8″ N, 22° 40′ 34″ O (056 bgrors)    | Mündung des Timok in die Donau                                                                                       | Östlich von Negotin                                                 |                 |   |                                            |              | |  |
| Estland Lettland Russland                   | EST                              | LV                    | RUS                   | 57° 31′ 5″ N, 27° 21′ 5″ O (123 eelvru)        | westlich von Stuborova, 80 m nordöstlich der Mündung Laikupe/Lätioja in die Pededze                                  | Auch östlichster Punkt der Estnisch-Lettischen Grenze               | Bild gesucht BW |   |                                            |              | |  |
| Finnland Norwegen Russland                  | FIN                              | N                     | RUS                   | 69° 3′ 6,1″ N, 28° 55′ 45,8″ O (131 finoru)    | nordöstlich von Ivalo in Finnland, am Øvre-Pasvik-Nationalpark in Norwegen                                           | [ Anmerkung 26 ] [ Anmerkung 27 ]                                   |                 |   |                                            |              | |  |
| Finnland Norwegen Schweden                  | FIN                              | N                     | S                     | 69° 3′ 35,9″ N, 20° 32′ 55,1″ O (132 finose)   | Kolmen valtakunnan rajapyykki / Treriksrøysa / Treriksröset                                                          | Grenzmal westlich von Kilpisjärvi.                                  |                 |   |                                            |              | |  |
| Italien Frankreich Schweiz                  | I                                | F                     | CH                    | 45° 55′ 21″ N, 7° 2′ 39,5″ O (094 chfrit)      | unterhalb Mont Dolent (3820 m)                                                                                       | In der Nähe des Mont Blanc ·                                        |                 |   |                                            |              | |  |
| Italien Österreich Schweiz                  | I                                | A                     | CH                    | 46° 51′ 17,3″ N, 10° 28′ 11,3″ O (027 atchit)  | (rätoromanisch Cippo triconfinale, italienisch Cippo dei Tre Confini) Nordschulter des Piz Lad am Reschenpass        | [ Anmerkung 29 ]                                                    |                 |   |                                            |              | |  |
| Italien Österreich Slowenien                | I                                | A                     | SLO                   | 46° 31′ 22,8″ N, 13° 42′ 50,8″ O (034 atitsi)  | Dreiländereck (Ofen, Monte Forno, Peč) (1509 m)                                                                      | bei Arnoldstein, Tarvis, Kranjska Gora in den Karawanken ·          |                 |   |                                            |              | |  |
| Kosovo Montenegro Serbien                   | RKS                              | MNE                   | SRB                   | 42° 49′ 56,6″ N, 20° 21′ 22,2″ O (199 ksmers)  | Pogled (2155 m), östlich von Rožaje (MNE)                                                                            |                                                                     | Bild gesucht BW |   |                                            |              | |  |
| Kosovo Nordmazedonien Serbien               | RKS                              | MK                    | SRB                   | 42° 15′ 45,6″ N, 21° 35′ 11,8″ O (200 ksmkrs)  | südwestlich von Preševo (Serbien)                                                                                    | [ Anmerkung 31 ]                                                    | Bild gesucht BW |   |                                            |              | |  |
| Kroatien Serbien Ungarn                     | HR                               | SRB                   | H                     | 45° 55′ 16,3″ N, 18° 53′ 26,7″ O (139 hrhurs)  | östlich des Donau-Drau-Nationalparks ungarisch Duna–Dráva Nemzeti Park                                               | [ Anmerkung 32 ]                                                    | Bild gesucht BW |   |                                            |              | |  |
| Kroatien Slowenien Ungarn                   | HR                               | SLO                   | H                     | 46° 28′ 32,5″ N, 16° 35′ 48,1″ O (140 hrhusi)  | Im Feuchtgebiet Mur, Kerka, Ledava                                                                                   | [ Anmerkung 33 ]                                                    | Bild gesucht BW |   |                                            |              | |  |
| Lettland Russland Belarus                   | LV                               | RUS                   | BY                    | 56° 10′ 12,8″ N, 28° 9′ 5″ O (078 bylvru)      | südöstlich von Šeški in Lettland                                                                                     | Mündung von Neveritsa (belarussisch Няверыца) in die Zilupe.        | Bild gesucht BW |   |                                            |              | |  |
| Litauen Lettland Belarus                    | LT                               | LV                    | BY                    | 55° 40′ 50,4″ N, 26° 37′ 49,3″ O (076 byltlv)  | nordöstlich von Visaginas in Litauen                                                                                 | [ Anmerkung 35 ]                                                    | Bild gesucht BW |   |                                            |              | |  |
| Litauen Polen Russland                      | LT                               | PL                    | RUS                   | 54° 21′ 47,9″ N, 22° 47′ 31,3″ O (162 ltplru)  | nordöstlich von Żerdziny in Polen                                                                                    | [ Anmerkung 26 ] [ Anmerkung 36 ] Commons : △ PL-LT-RUS             |                 |   |                                            |              | |  |
| Litauen Polen Belarus                       | LT                               | PL                    | BY                    | 53° 57′ 22,3″ N, 23° 30′ 54,7″ O (077 byltpl)  | westlich von Druskininkai (LT)                                                                                       | [ Anmerkung 37 ]                                                    |                 |   |                                            |              | |  |
| Moldau Transnistrien Ukraine                | MD                               | PMR                   | UA                    | 48° 7′ 2,7″ N, 28° 30′ 4,4″ O (201 mdpdua1)    | (Nordeck); im Dnjestr westlich von Nimereuca in Moldau                                                               |                                                                     | Bild gesucht BW |   |                                            |              | |  |
| Moldau Transnistrien Ukraine                | MD                               | PMR                   | UA                    | 47° 24′ 12,1″ N, 29° 19′ 45,4″ O (202 mdpdua2) | Novy Goyan | Nördliches Dreiländereck der Exklave beim Grenzübergang zur Ukraine | Bild gesucht BW |   |                                            |              | |  |
| Moldau Transnistrien Ukraine                | MD                               | PMR                   | UA                    | 47° 22′ 38″ N, 29° 20′ 9,3″ O (203 mdpdua3)    | Vasilievca | Dreiländereck der Exklave etwa 3 km südlich des Grenzübergangs      | Bild gesucht BW |   |                                            |              | |  |
| Moldau Transnistrien Ukraine                | MD                               | PMR                   | UA                    | 46° 32′ 48,3″ N, 29° 52′ 34″ O (204 mdpdua4)   | (Südeck); im Dnjestr östlich von Purcari in der Republik Moldau                                                      |                                                                     | Bild gesucht BW |   |                                            |              | |  |
| Moldau Rumänien Ukraine                     | MD                               | RO                    | UA                    | 48° 15′ 35,6″ N, 26° 37′ 48,7″ O (165 mdrouan) | (Nordeck); nordöstlich von Darabani in Rumänien                                                                      | [ Anmerkung 38 ]                                                    | Bild gesucht BW |   |                                            |              | |  |
| Moldau Rumänien Ukraine                     | MD                               | RO                    | UA                    | 45° 28′ 2,6″ N, 28° 12′ 47,2″ O (166 mdrouas)  | (Südeck); bei Giurgiulești                                                                                           | [ Anmerkung 39 ]                                                    |                 |   |                                            |              | |  |
| Polen Slowakei Tschechien                   | PL                               | SK                    | CZ                    | 49° 31′ 0,5″ N, 18° 51′ 3,6″ O (113 czplsk)    | bei Jaworzynka (PL) und Hrčava (CZ)                                                                                  | [ Anmerkung 40 ] Commons : △ PL-SK-CZ                               |                 |   |                                            |              | |  |
| Polen Slowakei Ukraine                      | PL                               | SK                    | UA                    | 49° 5′ 16,7″ N, 22° 34′ 0″ O (177 plskua)      | Kremenez (1221 m) | nordöstlich von Nová Sedlica (SK) ·                                 |                 |   |                                            |              | |  |
| Polen Ukraine Belarus                       | PL                               | UA                    | BY                    | 51° 30′ 28,7″ N, 23° 37′ 4,2″ O (079 byplua)   | Trójstyk Granic na Bugu                                                                                              | südöstlich von Włodawa                                              |                 |   |                                            |              | |  |
| Rumänien Serbien Ungarn                     | RO                               | SRB                   | H                     | 46° 7′ 34,9″ N, 20° 15′ 51,4″ O (142 hurors)   | bei Kübekháza | [ Anmerkung 43 ] [ Anmerkung 44 ]                                   |                 |   |                                            |              | |  |
| Rumänien Ukraine Ungarn                     | RO                               | UA                    | H                     | 47° 57′ 14,4″ N, 22° 53′ 51,7″ O (143 huroua)  | östlich Garbolc nordöstlich von Bercu, Kreis Satu Mare                                                               | Das Grenzdreieck ist die Mündung des Öreg-Túr in den Túr.           |                 |   |                                            |              | |  |
| Russland Ukraine Belarus                    | RUS                              | UA                    | BY                    | 52° 6′ 43,1″ N, 31° 46′ 54,1″ O (080 byruua)   | südöstlich von Homel                                                                                                 | [ Anmerkung 47 ]                                                    |                 |   |                                            |              | |  |
| Slowakei Ukraine Ungarn                     | SK                               | UA                    | H                     | 48° 24′ 12,2″ N, 22° 9′ 18,9″ O (144 huskua)   | zwischen Tschop (Ukraine), Záhony (Ungarn), Malé Trakany (Slowakei)                                                  | [ Anmerkung 48 ] Commons : △ H-UA-SK                                |                 |   |                                            |              | |  |

### Übersichtskarte
| RO•SRB•H |

| KOS•MKD•SRB |

| KOS•MNE•SRB |

| BG•RO•SRB |

| BG•MKD•SRB |

| BG•GR•MKD |

| BIH•MNE•SRB |

| HR•SLO•H |

| HR•SRB•H |

| A•SLO•H |

| AL•GR•MK |

| AND•F•E→ |

| ←AND•E•F |

| D•L•B |

| D•B•NL |

| FIN•N•RUS |

| FIN•N•S |

| LV•RUS•BY |

| LT•LV•BY |

| D•F•L |

| D•CH•F |

| I•A•CH |

| ←D•A•CH |

| D•A•CZ |

| D•PL•CZ |

| ←MD•PMR•UA |

| ←MD•PMR•UA |

| ←MD•PMR•UA |

| MD•RO•UA→ |

| MD•RO•UA→ |

| I•F•CH |

| FL•A•CH→ |

|  |

| LT•PL•RUS→ |

| ←LT•PL•BY |

| A•SK•CZ |

| A•SK•H |

| P•SK•CZ |

| P•SK•UA |

| ←P•UA•BY |

| B•F•L |

| BG•GR•TR |

| EST•LV•RUS |

| RUS•UA•BY |

| RO•UA•H |

| SK•UA•H |

Fehlende Dreiländerecke auf der Europakarte sind im Ausschnitt Balkan zu finden:
| AL•GR•MK |

| AL•KOS•MK |

| AL•KOS•MNE |

| BIH•HR•MNE |

| BIH•HR•SRB |

| A•SLO•H |

| I•A•SLO |

| HR•SRB•H |

| HR•SLO•H |

| BIH•MNE•SRB |

| BG•GR•MKD |

| BMS=BG•MKD•SRB |

| BMS |

| BG•RO•SRB |

| KOS•MNE•SRB |

| KOS•MKD•SRB |

| RO•SRB•H |

## Historische Dreiländerecke
Historisch ist ein Dreiländereck, wenn sich durch politische Veränderungen nicht mehr drei Staaten an dem gemeinsamen Punkt treffen. In den meisten Fällen stoßen jetzt an dem Ort ein Staat mit innerstaatlichen Verwaltungsgrenzen des anderen Staates zusammen (Bundesländer, Kantone, Gespannschaften, Departements usw.). In vielen Fällen ist der Grenzpunkt noch markiert und erkennbar. Einige der historischen Dreiländerecke haben auch immer noch touristische Bedeutung. Zudem gibt es viele Dreiländerecke, die schon so lange bestehen, dass sie historisch sind, hier aber bei den aktuellen gelistet sind.
Nicht erfasst sind die zahlreichen Grenzen früherer politisch und administrativ selbstständiger Königreiche, Fürstentümer und Stadtstaaten, die inzwischen Teil heutiger Staaten sind.
Zur Erinnerung: Bis zur Gründung des Deutschen Reiches 1871 gab es teilsouveräne Staaten mit jeweils eigener Staatsbürgerschaft, eigenen Staatsgrenzen und demzufolge auch einer hohen Anzahl an Dreiländerecken:
- Herzogtum Anhalt
- Großherzogtum Baden
- Königreich Bayern
- Herzogtum Braunschweig
- Freie Hansestadt Bremen
- Freie und Hansestadt Hamburg
- Großherzogtum Hessen
- Fürstentum Lippe
- Hansestadt Lübeck
- Großherzogtum Mecklenburg-Schwerin
- Großherzogtum Mecklenburg-Strelitz
- Großherzogtum Oldenburg
- Königreich Preußen
- Fürstentum Reuß älterer Linie
- Fürstentum Reuß jüngerer Linie
- Königreich Sachsen
- Herzogtum Sachsen-Altenburg
- Herzogtum Sachsen-Coburg und Gotha
- Herzogtum Sachsen-Meiningen
- Großherzogtum Sachsen-Weimar-Eisenach
- Fürstentum Schaumburg-Lippe
- Fürstentum Schwarzburg-Rudolstadt
- Fürstentum Schwarzburg-Sondershausen
- Fürstentum Waldeck
- Königreich Württemberg

Zudem haben etliche dieser Kleinstaaten kein zusammenhängendes Staatsgebiet, was die Anzahl der Dreiländerecke erhöht. Auch in anderen europäischen Ländern gab es früher viele Teilstaaten.
| Dreiländereck                                                   | Position                        | Ort                                                               | von–bis   | Anmerkungen | Bild            |
| --------------------------------------------------------------- | ------------------------------- | ----------------------------------------------------------------- | --------- | --- | --------------- |
| Belgien Deutsches Reich Luxemburg                               | 50° 10′ 57,9″ N, 6° 1′ 29,3″ O  | „An der Schmiede“ (luxemburgisch Schmëtt), Ortsteil von Huldingen | 1839–1920 | Dreiländereck ab der Teilung Luxemburgs bis zum Anschluss von Eupen-Malmedy an Belgien. · |                 |
| BR Deutschland Deutsche Demokratische Republik Tschechoslowakei | 50° 19′ 5,6″ N, 12° 6′ 3,6″ O   | 3,3 km nordwestlich von Trojmezí                                  | 1949–1990 | Siehe auch : Dreiländereck (Bundesrepublik Deutschland, DDR, Tschechoslowakei) [ Anmerkung 2 ] Commons : △ Bundesrepublik Deutschland-DDR-ČSSR                                                         |                 |
| Preußen Kongresspolen Republik Krakau                           | 50° 13′ 45,7″ N, 19° 9′ 27,8″ O | Dreikaisereck                                                     | 1815–1846 | Den Namen „Dreikaisereck“ erhielt der Ort, da die drei angrenzenden Staaten von einem Kaiser regiert wurden. · Am Zusammenfluss der Schwarzen und der Weißen Przemsa bei Myslowitz im heutigen Polen · |                 |
| Preußen Russisches Kaiserreich Österreich                       | 50° 13′ 45,7″ N, 19° 9′ 27,8″ O | Dreikaisereck                                                     | 1846–1858 | Den Namen „Dreikaisereck“ erhielt der Ort, da die drei angrenzenden Staaten von einem Kaiser regiert wurden. · Am Zusammenfluss der Schwarzen und der Weißen Przemsa bei Myslowitz im heutigen Polen · |                 |
| Preußen Russisches Kaiserreich Österreich                       | 50° 13′ 45,7″ N, 19° 9′ 27,8″ O | Dreikaisereck                                                     | 1858–1867 | Den Namen „Dreikaisereck“ erhielt der Ort, da die drei angrenzenden Staaten von einem Kaiser regiert wurden. · Am Zusammenfluss der Schwarzen und der Weißen Przemsa bei Myslowitz im heutigen Polen · |                 |
| Norddeutscher Bund Russland Kaisertum Österreich                | 50° 13′ 45,7″ N, 19° 9′ 27,8″ O | Dreikaisereck                                                     | 1867–1871 | Den Namen „Dreikaisereck“ erhielt der Ort, da die drei angrenzenden Staaten von einem Kaiser regiert wurden. · Am Zusammenfluss der Schwarzen und der Weißen Przemsa bei Myslowitz im heutigen Polen · |                 |
| Deutsches Reich Russisches Kaiserreich Kaisertum Österreich     | 50° 13′ 45,7″ N, 19° 9′ 27,8″ O | Dreikaisereck                                                     | 1871–1883 | Den Namen „Dreikaisereck“ erhielt der Ort, da die drei angrenzenden Staaten von einem Kaiser regiert wurden. · Am Zusammenfluss der Schwarzen und der Weißen Przemsa bei Myslowitz im heutigen Polen · |                 |
| Deutsches Reich Russisches Kaiserreich Kaisertum Österreich     | 50° 13′ 45,7″ N, 19° 9′ 27,8″ O | Dreikaisereck                                                     | 1883–1914 | Den Namen „Dreikaisereck“ erhielt der Ort, da die drei angrenzenden Staaten von einem Kaiser regiert wurden. · Am Zusammenfluss der Schwarzen und der Weißen Przemsa bei Myslowitz im heutigen Polen · |                 |
| Deutsches Reich Russisches Kaiserreich Kaisertum Österreich     | 50° 13′ 45,7″ N, 19° 9′ 27,8″ O | Dreikaisereck                                                     | 1914–1915 | Den Namen „Dreikaisereck“ erhielt der Ort, da die drei angrenzenden Staaten von einem Kaiser regiert wurden. · Am Zusammenfluss der Schwarzen und der Weißen Przemsa bei Myslowitz im heutigen Polen · |                 |
| Deutsches Reich Russisches Kaiserreich Österreich-Ungarn        | 50° 13′ 45,7″ N, 19° 9′ 27,8″ O | Dreikaisereck                                                     | 1915–1917 | Den Namen „Dreikaisereck“ erhielt der Ort, da die drei angrenzenden Staaten von einem Kaiser regiert wurden. · Am Zusammenfluss der Schwarzen und der Weißen Przemsa bei Myslowitz im heutigen Polen · |                 |
| Deutsches Reich Russische Republik Österreich-Ungarn            | 50° 13′ 45,7″ N, 19° 9′ 27,8″ O | Dreikaisereck                                                     | 1917–1918 | Den Namen „Dreikaisereck“ erhielt der Ort, da die drei angrenzenden Staaten von einem Kaiser regiert wurden. · Am Zusammenfluss der Schwarzen und der Weißen Przemsa bei Myslowitz im heutigen Polen · |                 |
| Deutsches Reich Slowakei Generalgouvernement (besetztes Polen)  | 49° 36′ 49,5″ N, 19° 28′ 2,6″ O | „Modralová“ (1150 m)                                              | 1939–1945 | [ Anmerkung 4 ] [ Anmerkung 5 ] Commons : Koszarawa Commons : Polhora |                 |
| Deutsches Reich Slowakei Protektorat Böhmen und Mähren          | 49° 31′ 0,5″ N, 18° 51′ 3,6″ O  | siehe Dreiländereck Polen-Tschechien-Slowakei                     | 1939–1945 | [ Anmerkung 4 ] [ Anmerkung 6 ] |                 |
| Deutsches Kaiserreich Frankreich Luxemburg                      | 49° 29′ 48,6″ N, 5° 53′ 36,3″ O | beim „Adlergrund“                                                 | 1871–1918 | Westlich von Redingen, südlich von Oberkorn (L), östlich von Hussingen-Godbringen (F). |                 |
| Deutsches Reich Frankreich Luxemburg                            | 49° 29′ 48,6″ N, 5° 53′ 36,3″ O | beim „Adlergrund“                                                 | 1919–1920 | Westlich von Redingen, südlich von Oberkorn (L), östlich von Hussingen-Godbringen (F). |                 |
| Deutsches Kaiserreich Frankreich Schweiz                        | 47° 30′ 10,7″ N, 7° 7′ 48,9″ O  | „Borne des Trois Puissances“ bei Beurnevésin                      | 1871–1918 | südöstlich der Burgundischen Pforte · |                 |
| Deutsches Reich Frankreich Schweiz                              | 47° 30′ 10,7″ N, 7° 7′ 48,9″ O  | „Borne des Trois Puissances“ bei Beurnevésin                      | 1919–1920 | südöstlich der Burgundischen Pforte · |                 |
| Deutsches Reich Polen Tschechoslowakei                          | 49° 56′ 47,4″ N, 18° 20′ 3,8″ O | Mündung der Olsa in die Oder                                      | 1922–1938 | Siehe auch : Drei-Länder-Kriegerdenkmal [ Anmerkung 9 ] |                 |
| Deutsches Reich Polen Freie Stadt Danzig                        | 53° 54′ 43,1″ N, 18° 52′ 45″ O  | westlich Biała Góra (deutsch Weißenberg)                          | 1920–1939 | [ Anmerkung 10 ] Commons : Biała Góra, Pomeranian Voivodeship |                 |
| Lettland Litauen Polen                                          | 55° 42′ 40″ N, 26° 24′ 28″ O    |                                                                   | 1920–1939 | [ Anmerkung 11 ] |                 |
| Königreich Italien Schweiz Österreich                           | 46° 31′ 51,2″ N, 10° 27′ 9,4″ O | Dreisprachenspitze                                                | 1866–1867 | am Stilfserjoch, Dreiländereck bis zur Annexion von Südtirol durch Italien · |                 |
| Königreich Italien Schweiz Österreich-Ungarn                    | 46° 31′ 51,2″ N, 10° 27′ 9,4″ O | Dreisprachenspitze                                                | 1867–1918 | am Stilfserjoch, Dreiländereck bis zur Annexion von Südtirol durch Italien · |                 |
| Königreich Italien Schweiz Deutschösterreich                    | 46° 31′ 51,2″ N, 10° 27′ 9,4″ O | Dreisprachenspitze                                                | 1918–1919 | am Stilfserjoch, Dreiländereck bis zur Annexion von Südtirol durch Italien · |                 |
| Königreich Italien Schweiz Österreich                           | 46° 31′ 51,2″ N, 10° 27′ 9,4″ O | Dreisprachenspitze                                                | 1919–1920 | am Stilfserjoch, Dreiländereck bis zur Annexion von Südtirol durch Italien · |                 |
| Jugoslawien SHS-Staat Deutschösterreich Königreich Ungarn       | 46° 50′ 7,4″ N, 15° 59′ 46,5″ O | Sankt Anna am Aigen                                               | 1918–1919 | → Hauptartikel : Dreiländerecke (bei Sankt Anna am Aigen) |                 |
| Österreich Königreich Rumänien Russisches Kaiserreich           | 48° 11′ 7,4″ N, 26° 19′ 59,9″ O | Nowoselyzja, bei Herza (ukrainisch Герца)                         | 1812–1918 | Im Talweg des Pruth zwischen Österreichisch-Nowosielitza und Russisch-Nowosielitza | Bild gesucht BW |
| Habsburg/Österreich Königreich Rumänien Königreich Serbien      | 44° 41′ 46″ N, 22° 29′ 41,6″ O  | beim Eisernen Tor                                                 | bis 1919  | [ Anmerkung 15 ] |                 |
| Österreich Tschechoslowakei Königreich Ungarn                   | 48° 8′ 17,7″ N, 17° 7′ 2″ O     | Bratislavaer Brückenkopf                                          | 1921–1946 | [ Anmerkung 16 ] |                 |
| Österreich Tschechoslowakei Ungarn                              | 48° 8′ 17,7″ N, 17° 7′ 2″ O     | Bratislavaer Brückenkopf                                          | 1946–1947 | [ Anmerkung 16 ] |                 |

### Übersichtskarte
|  |

|  |

|  |

|  |

|  |

|  |

|  |

|  |

|  |

|  |

|  |

| Rumänien → |

|  |

|  |

|  |

|  |

|  |

|  |

|  |

|  |

|  |

|  |

|  |

| Rumänien → |

|  |

|  |

| Rumänien |

|  |

|  |

| Rumänien |